# الضرائب في دولة فلسطين
الضرائب في دولة فلسطين (بالإنجليزية: Taxation in the State of Palestine)‏ اعتبارًا من عام 2016، تخضع هذه الضرائب لاتفاقيات أوسلو، ولا سيما بروتوكول العلاقات الاقتصادية أو بروتوكول باريس، الذي تم توقيعه في عام 1994 من قبل منظمة التحرير الفلسطينية والإحتلال. أنشأ بروتوكول باريس اتحادًا جمركيًا، والذي شكل بشكل أساسي الوضع الحالي حيث تم دمج الاقتصاد الفلسطيني في اقتصاد الإحتلال الإسرائيلي. من الناحية الرسمية، يحق للسلطة الوطنية الفلسطينية تحصيل الضرائب من الفلسطينيين في الأراضي الفلسطينية، ولكن حوالي 75% من إجمالي الإيرادات الضريبية كانت اعتباراً من عام 2014 تم جمعها من قبل الإحتلال الإسرائيلي نيابة عن السلطة الفلسطينية وتحويلها على أساس شهري. لقد حجب الإحتلال من حين لآخر الضرائب المستحقة على السلطة الفلسطينية.

## الخلفية
حتى عام 1967، كانت الضفة الغربية خاضعة لنظام الضرائب الأردني، بينما كانت غزة مع المصريين. لم يكن لدى أي من الأراضي في السابق علاقات اقتصادية مع الإحتلال الإسرائيلي. بعد الاحتلال لهذه الأراضي، تم قطع العلاقات الاقتصادية مع الحكام السابقين، وأطلق الاحتلال اندماجًا جزئيًا للأراضي في هياكلها الاقتصادية الخاصة في شكل اتحاد جمركي غير مكتمل. تم فتح سوق العمل في الأراضي المحتلة للعمال الفلسطينيين، وفي عام 1972، وجد واحد من كل أربعة عمال فلسطينيين عملاً في الأراضي المحتلة.
أمر عسكري بتاريخ 31 يونيو 1967 بتخصيص جميع سلطات الضرائب لمسؤول تابع للاحتلال يعينه قائد المنطقة. تبنى الاحتلال قانون ضريبة الدخل الأردني لعام 1964 لفرض الضرائب على الفلسطينيين في الضفة الغربية، مع إجراء تغييرات ملحوظة على فترات معدل الضريبة، لكنها طبقت قوانين ضرائب الاحتلال على اليهود المحتلون الذين انتقلوا إلى المستوطنات.
في ظل النظام الأردني، بدأ أعلى معدل للضريبة قدره 55% بدخل قدره 8000 دينار. ضغطت سلطات الاحتلال على المعدلات بحيث كان هذا ينطبق بحلول عام 1988 على الفلسطينيين الذين يكسبون 5231 دينارًا (أي ما يعادل 24064 شيكلًا، بينما ينطبق معدل 48% في الإحتلال فقط على أصحاب الأجور من المحتلون الذين يكسبون ضعف هذا المبلغ تقريبًا (45600 شيكل).
لم يؤثر هذا التمييز على المستوطنين الإسرائيليين في الضفة الغربية، الذين سُمح لهم بفرض ضرائب عليهم بمعدلات فائدة أقل في الأراضي المحتلة. وبالمثل، يبدو أن سكان الضفة الغربية الذين يعملون لحسابهم الخاص يدفعون أكثر من نظرائهم المحتلون، ولكن بسبب اختلاف أنظمة الاستنباط، لا يمكن التحقق من استنتاجات أوضح حول التمييز.
الوصول إلى معظم الخدمات العامة في المناطق الخاضعة لسيطرة الإحتلال مشروط بإثبات أنه لا يتأخر عن سداد الضرائب والدخل والممتلكات والقيمة المضافة والغرامات إلى الإدارة العسكرية. العملية البيروقراطية مرهقة وتعسفية. تم تقنين هذا النظام في الضفة الغربية بأثر رجعي بموجب أمرين عسكريين رقم 1262 (17 ديسمبر 1988). تسمح ضريبة الإحتلال الإسرائيلي بفرض واسع وتقدير، مع مراعاة قواعد الاستئناف وحقوق دافع الضرائب. إن الأحكام الصارمة الواردة في المادة 194 من قانون ضريبة دخل الاحتلال، والتي تسمح لموظفي الضرائب بتقييم ما قد يدين به دافع الضرائب مع الحد من التحديات، وجعلها مشروطة بالدفع المسبق لسند، نادرًا ما يتم تطبيقها في الأراضي التي تخضع لسيطرة الإحتلال، كانت روتينية في الضفة الغربية. وبالمثل، فإن السجن بسبب مخالفات ضريبية أمر غير شائع في المناطق المحتلة، لكن وفقًا لما قاله «لازار»، فإنه يتم استخدامه على نطاق واسع في المناطق لفترات طويلة من الزمن. يستاء الفلسطينيون بشدة من دفع الضرائب على أعمالهم ونشاطاتهم التجارية إلى سلطة الاحتلال دون أن يحصلوا على نفس المزايا التي كان دافعو الضرائب الإسرائيليون يتلقونها في المقابل. في الانتفاضة الفلسطينية الأولى، انخفضت المدفوعات الضريبية بنسبة 50%، وردت الاحتلال بخفض المزايا الصحية.
نظمت مدينة بيت ساحور ذات الأثرياء، نسبياً، رداً على القمع العسكري، مقاطعة غير عنيفة مستلهمة من المنتجات الاستهلاكية الإسرائيلية لصالح البضائع الفلسطينية الأردنية، ورفضت بعد ذلك بفترة قصيرة دفع الضرائب إلى قوات الإحتلال على أساس من شعار «لا ضرائب تحت الاحتلال»، ومبدأ التمرد الاستعماري الأمريكي ضد أسيادهم البريطانيين، أي لا فرض ضرائب دون تمثيل. احتجوا على دفع الضرائب المدرسية لأنه تحت الاحتلال الإسرائيلي بدلاً من الإدارة الأردنية، أصبح عليهم الآن دفع مقابل تعليمهم، وذكروا أن أموال الضرائب المستلمة لم تُستخدم لتوفير الخدمات ولكن لتغطية تكاليف ذخيرة جيش الإحتلال والغاز المسيل للدموع على أطفالهم. كان هناك حتى ضريبة على الحجارة القيت. ونتيجة لذلك، وضع جيش الإحتلال البلدة تحت حظر تجول كامل لمدة 42 يومًا، ومنع استيراد المواد الغذائية وقطع خطوط الهاتف واحتجاز السيارات الخاصة واعتقال أكثر من أربعين من قادة المجتمع الذين تلقوا أحكاما بالسجن لمدة عام ومصادرة النقود والممتلكات الموجودة في المنزل. مداهمات تصل إلى ملايين الدولارات، وفترة واحدة استولت على سلع بقيمة 1500000 دولار أمريكي من 300 عائلة، بما في ذلك أثاث غرفة المعيشة، وثلاجات وستريو تم بيعها بعد ذلك في الأراضي المحتلة في مزادات. استمرت عمليات إغلاق المدارس والعيادات الطبية وسلاسل الإمداد الغذائي لعدة أشهر بعد رفع حظر التجول. تم سحق الثورة في تسعة أشهر.
الضرائب التي يدفعها المستوطنون وجيش الإحتلال الذين يعيشون في الأراضي الفلسطينية، بما في ذلك القدس الشرقية، بما في ذلك ضرائب الدخل، تتدفق مباشرة إلى خزانة الإحتلال. المؤسسات والشركات في المستوطنات تدفع الضرائب للبلديات، رغم أنها تتمتع بمزايا ضريبية، وبالتالي تسهم في الحفاظ على المستوطنات. ويشمل ذلك ضرائب الشركات وضرائب المياه.
في عام 1994، تم توقيع اتفاقية غزة - أريحا والبروتوكول الملحق للعلاقات الاقتصادية (بروتوكول باريس) من قبل منظمة التحرير الفلسطينية والإحتلال الإسرائيلي، اللتين أنشأتا السلطة الوطنية الفلسطينية واتحاد جمركي رسمي.

## نظام التخليص الضريبي
يقوم الإحتلال بجمع الضرائب على الواردات الفلسطينية نيابة عن السلطة الوطنية الفلسطينية وتحويل النتائج على أساس شهري. يجبر الاحتلال جميع الواردات الفلسطينية وصادراتها بقدر ما يسمح به الاحتلال على المرور عبر الأراضي المحتلة. داخل الضفة الغربية، يتم توجيه جميع البضائع من جانب الاحتلال من خلال نقاط التفتيش العسكرية والمعابر عبر جدار الفصل العنصري. تعتمد فلسطين بشدة على السلع والخدمات المباعة في الأراضي التي تخضع لسيطرة الاحتلال والمخصصة للاستهلاك في الأراضي المحتلة، والتي يفرض عليها الاحتلال ضريبة القيمة المضافة والإيرادات من الواردات الأجنبية نيابة عن السلطة الفلسطينية. ونتيجة لذلك، فإن التخليص الضريبي هو أكبر مصدر للدخل العام الفلسطيني. كما يتم جمع ضرائب الدخل وكذلك بعض رسوم التأمين المستقطعة من أجور الفلسطينيين العاملين في الأراضي التي تخضع لسيطرة الاحتلال والمستوطنات الإسرائيلية من قبل الاحتلال.
في أوائل عام 2006، جمعت السلطة الوطنية الفلسطينية بشكل مباشر في منطقتي الضفة الغربية أ و ب حوالي 35 مليون دولار شهريًا من الضرائب والرسوم الأخرى؛ سلم الاحتلال الإسرائيلي حوالي 50 مليون دولار من الضرائب المحصلة شهريا. في ديسمبر 2012، بلغت إيرادات الضرائب التي جمعها الاحتلال حوالي 100 مليون دولار شهريًا. في 2014-2015، كانت الإيرادات حوالي 160 مليون دولار شهريا. تمثل إيرادات السلطة الذاتية التي تجمعها الاحتلال حوالي 70-75% من إجمالي دخل الحكومة.

## الإعفاءات الضريبية للاحتلال الإسرائيلي
نظرًا للنسبة الكبيرة من الضرائب في ميزانية السلطة الفلسطينية التي تجمعها إسرائيل، فإن السلطة الفلسطينية عرضة لتعليق أحادي الجانب لتحويلات إيرادات المقاصة من قبل إسرائيل. في وقت مبكر من عام 1997، استخدمت إسرائيل حجب مدفوعات الضرائب لأسباب سياسية ولتسوية أحادية الجانب للفواتير التي لم يدفعها الفلسطينيون. علقت إسرائيل مئات الملايين من الدولارات لفترات متراكمة من حوالي 4 سنوات. في حين أن شركة إسرائيل للكهرباء المملوكة تصدر من جانب واحد غرامات دفع متأخرة مفرطة ورسوم الفائدة، فإن الاحتلال لم يدفع فائدة على الأموال التي لم تنقلها إلى السلطة الفلسطينية.
تختلف الأسباب السياسية للتعليق من العنف الفلسطيني إلى انتخاب حماس في السلطة الفلسطينية، والمصالحة بين فتح وحماس والمطالبة بالاعتراف الدولي.
في يوليو 2018، ذكرت وزارة المالية في السلطة الفلسطينية أن الاحتلال سيخصم 120 مليون شيكل (حوالي 30 مليون دولار أمريكي) شهريًا لتغطية تكاليف الكهرباء والمياه التي يوفرها الاحتلال للفلسطينيين، بالإضافة إلى العلاج الطبي الذي يتلقاه الفلسطينيون في المستشفيات الإسرائيلية. كان الاحتلال يقترح أيضًا حجب المبلغ الذي تدفعه السلطة الفلسطينية للأسرى وعائلاتهم، والتي يبلغ مجموعها 100 مليون شيكل شهريًا.
أوقف الاحتلال الإسرائيلي تحويل الضرائب الفلسطينية في عدد من المناسبات، بما في ذلك:
- 1997: بعد تفجير في القدس، علق الاحتلال عمليات النقل لمدة شهرين.[26]
- 2000: بعد بداية الانتفاضة الفلسطينية الثانية، علق الاحتلال عمليات النقل لمدة عامين.[25][26]
- 2006: بعد الانتخابات التشريعية الفلسطينية عام 2006، علق الاحتلال عمليات النقل لأكثر من عام.[25][26]
- 2008: في يونيو 2008، احتفظ الإحتلال بجزء كبير من الضرائب ردًا على ما يبدو لضغط رئيس وزراء السلطة الفلسطينية سلام فياض على الاتحاد الأوروبي لعدم ترقية العلاقات بين الإحتلال والاتحاد الأوروبي.[31][32]
- 2011: بعد محاولة المصالحة بين فتح وحماس في أيار / مايو،[33][34][35] وخلال شهري تشرين الأول / أكتوبر وتشرين الثاني / نوفمبر 2011 استجابةً لطلب فلسطين الحصول على العضوية الكاملة في الأمم المتحدة وقبولها في اليونسكو، علق الاحتلال عمليات النقل.[30][36]
- 2012: استجابة لفلسطين التي حصلت على مكانة مطورة في الأمم المتحدة بموجب قرار الجمعية العامة للأمم المتحدة 67/19، علق الاحتلال التحويل في ديسمبر 2012، بمبلغ 100 مليون دولار.[29] قال وزير الخارجية أفيغدور ليبرمان «يمكن للفلسطينيين أن ينسوا الحصول على سنت واحد في الأشهر الأربعة القادمة».[28] سيتم استخدام الأموال المحتجزة لسداد الديون الفلسطينية لشركة كهرباء إسرائيل، وقال ليبرمان أيضًا إن الفلسطينيين يتحملون ديونًا كبيرة من سلطة المياه الإسرائيلية (ميكوروت) التي يجب دفعها.[28] كل من الاحتلال الإسرائيلي والكهرباء وشركة ميكوروت مملوكة في المقام الأول من قبل حكومة الاحتلال. أصدر مجلس الشؤون الخارجية التابع لمجلس الاتحاد الأوروبي بيانًا يدعو الاحتلال إلى «تجنب أي خطوة تقوض الوضع المالي للسلطة الفلسطينية» وذكر أن «الالتزامات التعاقدية، خاصة بموجب بروتوكول العلاقات الاقتصادية، بشأن وفي الوقت المناسب، يجب احترام النقل الضريبي الذي يمكن التنبؤ به والشفاف للعائدات الضريبية والجمركية».[28][37] في 9 ديسمبر 2012، حذر محمود عباس من أنه قد يحيل الاحتلال إلى المحكمة الجنائية الدولية إذا استمرت في حجب إيرادات الضرائب في اجتماع لجامعة الدول العربية وافق فيه أعضاء آخرون على تعويض النقص في الإيرادات.[38]
- 2014: في أعقاب اتفاقات فتح وحماس 2014، قام الاحتلال بحجب الضرائب لتسوية الديون المستحقة على السلطة الوطنية الفلسطينية.[39][40]
- 2015: في ديسمبر 2014، قدمت فلسطين إعلانًا يقبل اختصاص المحكمة الجنائية الدولية على الجرائم المرتكبة "في الأرض الفلسطينية المحتلة، بما فيها القدس الشرقية، وانضمت إلى نظام روما الأساسي لتصبح دولة طرفًا في النظام الأساسي. وعلق الاحتلال عمليات النقل لمدة 4 أشهر حتى أبريل 2015.[25][26][41]
- 2019: في شباط (فبراير)، قررت الاحتلال تنفيذ قانون صدر في يوليو 2018 يقضي بخصم وتجميد مبلغ يقال إنه يساوي المبلغ الذي دفعته السلطة الفلسطينية في 2018 للأسرى الفلسطينيون وكذلك لعائلاتهم وإلى السجناء المفرج عنهم[42]
- 2023: إحتجزت إسرائيل أموال الضرائب بعد عملية طوفان الأقصى.[43]